# Wylągi (Kazimierz Dolny)
Wylągi – część miasta Kazimierz Dolny w powiecie puławskim, w województwie lubelskim, w Polsce. Do końca 1950 roku wieś w gminie Celejów.
W miejscowości znajduje się zabytkowy dwór ziemiański z 1848 roku wraz z mogiłą powstańca listopadowego – hr. Juliusza Małachowskiego, poległego w potyczce z Rosjanami w 1831 roku w Kazimierzu.
Wierni Kościoła rzymskokatolickiego należą do parafii św. Jana Chrzciciela i św. Bartłomieja Apostoła w Kazimierzu Dolnym.

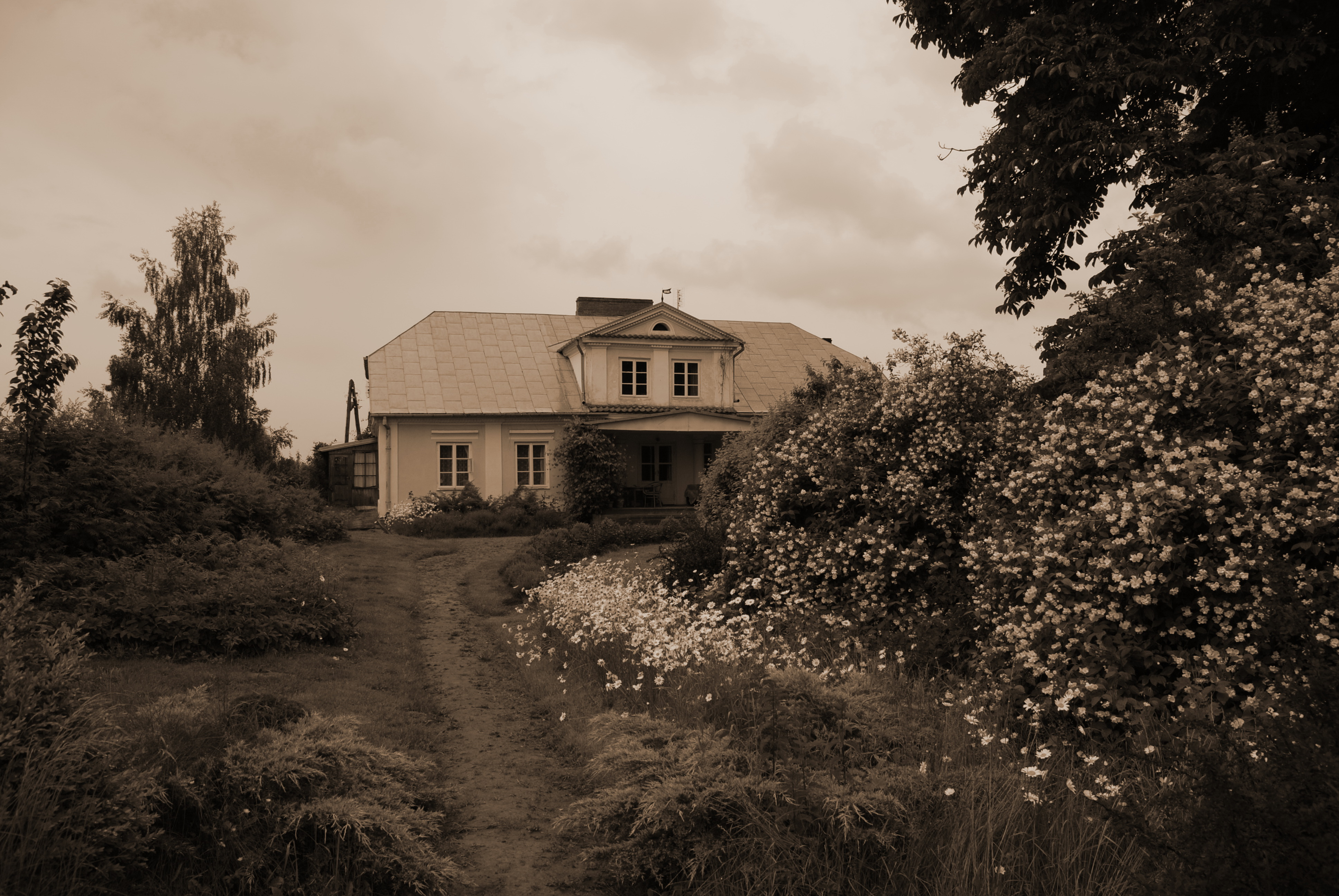
Dwór w Wylągach
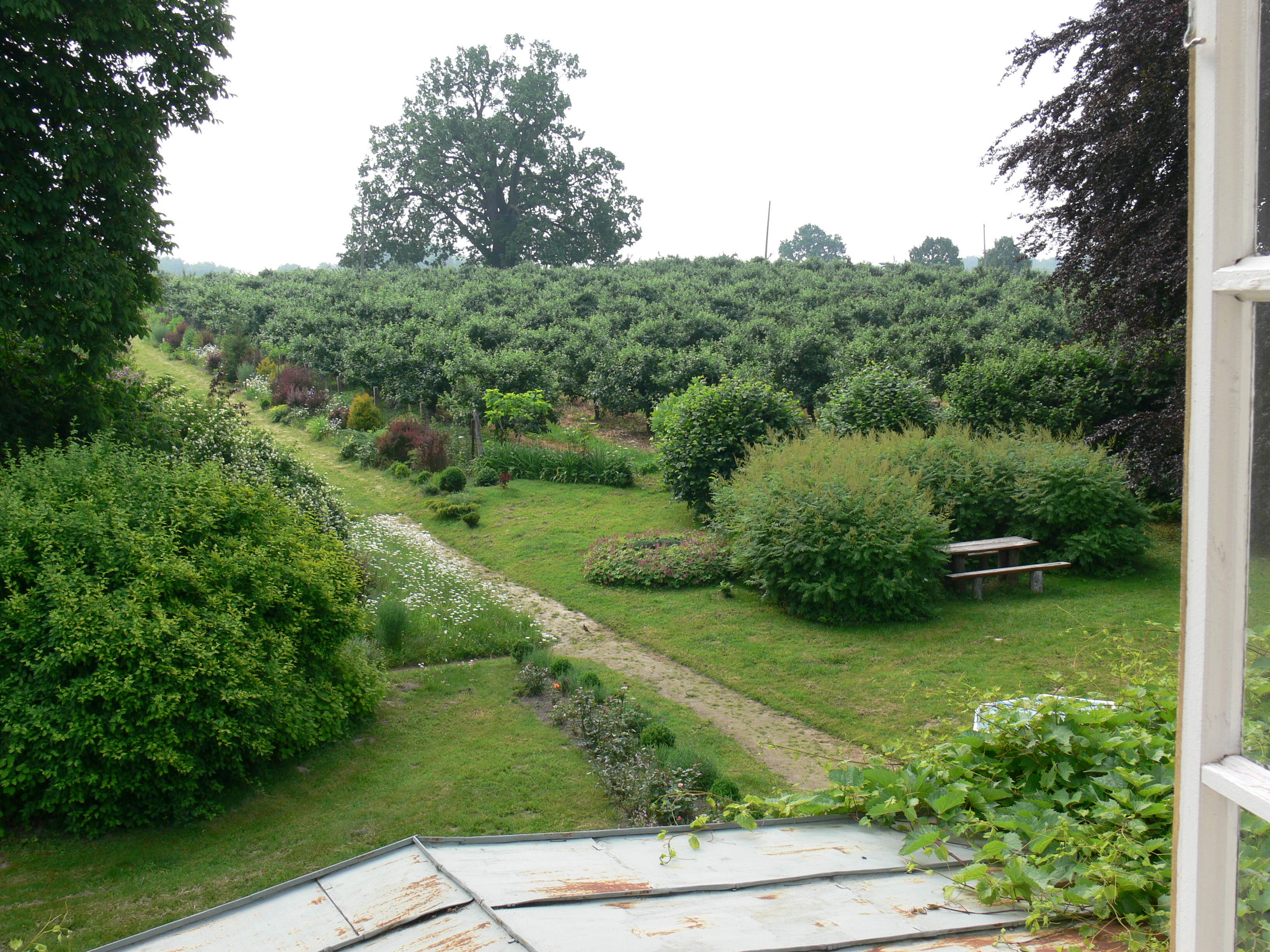
Widok z dworu
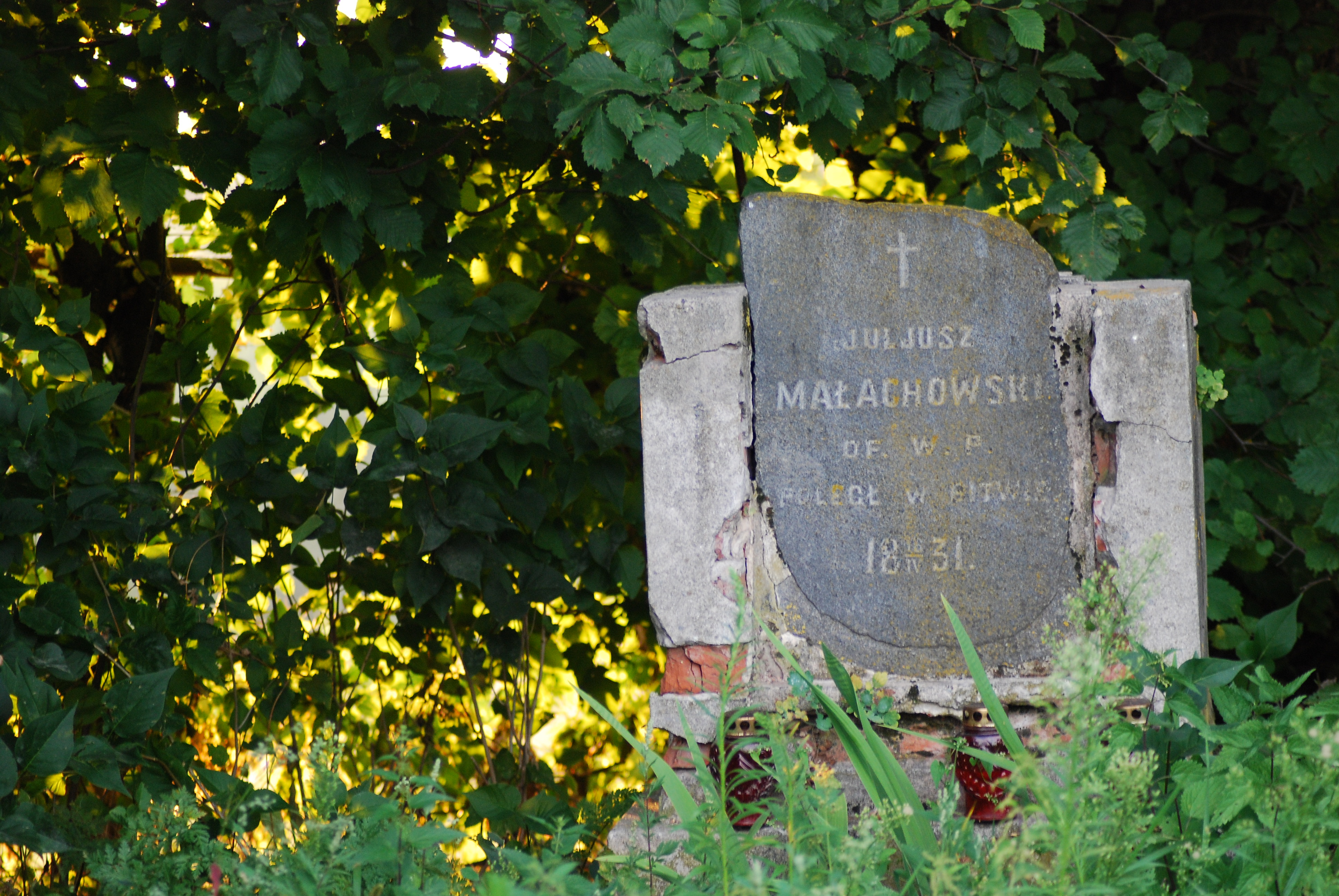
Pomnik Juliusza Małachowskiego
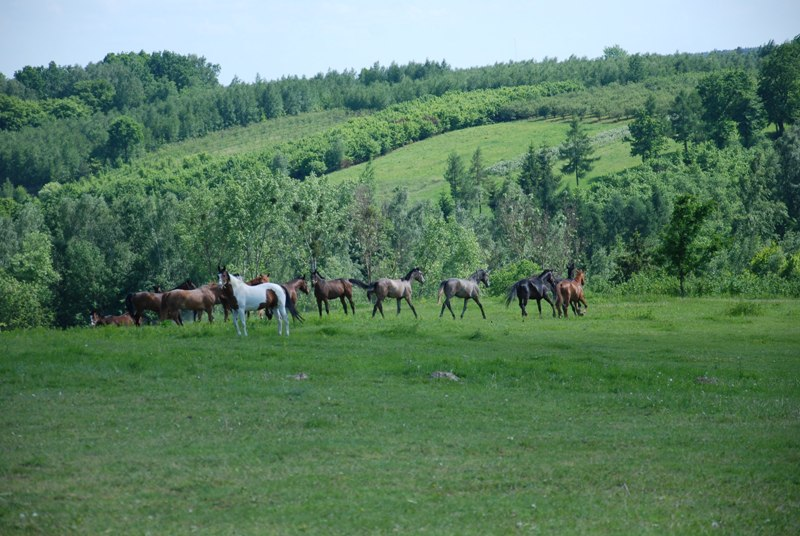
„Stajnia Wylągi”